# アビー (サハ共和国)
アビー (ロシア語: Абый; サハ語: Абый)とは、ロシア連邦サハ共和国アビー地区アビー農村居住区域にある村。地区の中心地であるベラヤ・ゴラの70 km南西に位置する。人口は494人（2017年）。

## 歴史
村は、1928年設立。